# Ватерінгскант
Ватерінгскант (нід. Wateringskant) — селище в нідерландській провінції Північна Голландія. Входить до муніципалітету Голландс-Крон. Наразі у селищі нараховується близько 10 будинків.